# Фишербах
Фишербах (нем. Fischerbach) — община в Германии, в земле Баден-Вюртемберг. 
Подчиняется административному округу Фрайбург. Входит в состав района Ортенау.  Население составляет 1741 человек (на 31 декабря 2010 года). Занимает площадь 20,30 км².